# Philip Meadows Taylor
Pour les articles homonymes, voir Taylor.
Philip Meadows Taylor, né le 25 septembre 1808 à Liverpool et mort le 13 mai 1876 à Menton, est un romancier anglais et un administrateur de l’Inde d’origine métis.

## Biographie
Fils d’une famille de la moyenne bourgeoisie anglaise, à quinze ans, il est envoyé en Inde pour devenir un commis pour un négociant de Bombay. À son arrivée, l’entreprise connaît des difficultés financières et il accepte une commission au service du Nizam d'Hyderabad (en) auquel il s’attache tout au long de sa carrière. Il abandonne rapidement le service militaire pour l’administration où il acquiert une grande connaissance des langues et peuple du sud de l’Inde.
Il étudie le droit, la géologie et les antiquités de ce pays. Il est juge, ingénieur, artiste et écrivain. À son retour en Angleterre en 1840, il publie son premier roman, Les Confessions d’un thug, où il reproduit les scènes qu’il a entendues du culte thug par les chefs thugs eux-mêmes quand il était attaché au bureau d’investigation criminelle du district de Hyderâbâd, et, à ce titre, chargé de lutter contre la redoutable société secrète des Thugs. C’est là que Philip Meadows Taylor rencontre Ameer Ali, un ancien chef de bande capturé par les Anglais et qui lui racontera l’histoire de sa vie. Paru en 1839, le roman intitulé Confessions d'un Thug  connut un immense succès.
Après suivra une série de romans qui ne connaît pas le même succès que les Confessions : Tippoo Sultaun (1840), Tara (1863), Ralph Darnell (1865), Seeta (1872), et Une noble reine (1878), ayant tous pour sujet les sociétés et l’histoire de l’Inde, où il met en avant les institutions et traditions autochtones avec un grand respect. Seeta est en particulier remarquable pour sa représentation sympathique et romantique du mariage entre un fonctionnaire britannique et une veuve indoue juste avant la révolte des Cipayes. 
Taylor épouse Mary Palmer, la petite-fille eurasienne de William Palmer, le directeur de l’East India Company à Hyderabad. De retour en Inde, il est, de 1840 à 1853 le correspondant pour The Times. 
Vers 1850, le gouvernement de Nizam nomme Meadows Taylor comme l’administrateur de la principauté, le temps de la minorité du jeune rajah de Shorapore. Il parvient sans action coloniale à rendre le pays très prospère et son influence est telle qu’il maîtrise la révolte du Bengale avec seulement les populations locales, sans soutien militaire.
Reconnu par l’administration britannique de l’Inde, Taylor devient ensuite commissaire naval des territoires de l’Ouest de l’Inde. Il établit une nouvelle évaluation des revenus qui est plus équitable pour les cultivateurs, et plus productif pour le gouvernement. 
En retraite en 1860, il reçoit les honneurs de l’Inde et écrit un manuel d'histoire de l'Inde (1870) et sa biographie en 1877.